# Wenczl József
Wenczl József (Pilisvörösvár, 1945. május 8. – Pilisvörösvár 2014. október 26.) dunai sváb néptáncos és koreográfus. A magyarországi német tánckultúra egyik kiemelkedő személyisége.

## Élete
1945. május 8-án született a Pest-Pilis-Solt-Kiskun vármegyei Pilisvörösváron, német nemzetiségi szülők gyermekeként. 1946-ban vélhetően az ő családját is kitelepítették volna Németországba, ha a városban nem fújták volna le – szinte az utolsó napokban – a német nemzetiségű lakosság tervbe vett kitelepítését. Gyerekkorában így a településen általános német nemzetiségi hagyományok között nevelkedett és érdeklődése már fiatalon a néptánchagyományok megőrzésének és továbbadásának az irányába fordult. Első munkahelye még tizenévesen, 1962-ben a Magyar Hajó- és Darugyár lett, ahol több mint húsz évet dolgozott, 1983-ig, fizikai munkakörben, mint mintakészítő, de már 1973-ban elvégezte a kulturális minisztérium által koordinált néptánc vezetőképző szakot, tíz évvel később, 1983-ban pedig megszerezte a Budapesti Tanárképző Főiskola oklevelét is, közművelődés-néprajz szakon. Ettől kezdve mintegy negyedszázadon keresztül, 2008-ig az időközben városi rangra emelkedett szülőhelyének művelődési házában kapott állást, előbb német nemzetiségi kulturális szakelőadóként, később az intézmény vezetőjeként.
Közben ő lett az 1954-ben megalakult helyi német nemzetiségi táncegyüttes koreográfusa, szakmai vezetője, majd elnöke, 2006-ban pedig elnyerte a Pilisvörösvári Német Nemzetiségi Táncegyüttes tiszteletbeli elnöki címét is. Az együtteshez egyébként még 1961-ben csatlakozott, az alapító Hidas-Herbst György biztatására, és 1975-ig volt aktív néptáncos, közben 1965-től a Budapesti Központi Nemzetiségi Táncegyüttesnek is tagja lett, 1969-től pedig a pilisvörösvári gyermek tánccsoport vezetését is magára vállalta. Egyre többször készített saját koreográfiákat, melyeket a pilisvörösvári együttes mellett rendszeresen táncoltak Budakalász, Dunaszentmiklós, Iklad, Leányvár, Mórágy, Pilisszentiván, Szomor, Tótvázsony, Herend és Szár tánccsoportjai is. Koreográfiái megalkotásához felhasználta azon gyűjtőmunkáinak eredményeit is, amelyeket 1973-tól kezdve folytatott Baranya, Bács-Kiskun, Vas, Fejér, Tolna és Pest megyék németlakta településein, a nemzetiségi lakosság körében még élő népdalokat, néptáncokat, hagyományokat gyűjtve.
Munkája elismeréseként két alkalommal – 1989-ben és 1996-ban – is elnyerte a Magyarországi Németek Szövetségének Koreográfusi Nívódíját; 2014. októberében pedig, több mint fél évszázados kiemelkedő táncművészeti tevékenysége, illetve a magyarországi németek tánckultúrájának megőrzésében és továbbadásában táncosként, koreográfusként és művészeti vezetőként játszott kiemelkedő szerepe elismeréseképpen, a Pilisvörösvári Német Nemzetiségi Táncegyüttessel megosztva elnyerte Pilisvörösvár Város emlékérmét is, amit a táncegyüttes 2014. október 24-25-én tartott 60 éves jubileumi rendezvénye keretében vehetett át. Az ünnepséget követő napon, 2014. október 26-án, tragikus hirtelenséggel vesztette életét.
2020. augusztus 3-án „Pilisvörösvár Város Díszpolgára” posztumusz kitüntetésben részesült.

## Legismertebb koreográfiái
Akazien polka, Aufmarsch, Babarci táncok, Baranyai hangulatok, Baranyai táncok, Borosjenői táncok, Finálé (Búcsú polka), Dorffest, Donau polka, Döngölős polka, Emlékképek, Farsangnyitó, Gartenfest, Glückliches Wiederseh’n, Grüne Auen, In Schwung, Kalapos verbunk, Kalocsai leánytánc, Karcsai csárdás, Lahmkruam polka, Majális, Menyasszony-búcsúztató, Oberkreiner, Pilisvörösvári német játékok (Hidas Györggyel közös), Ratsch polka, Regruták tánca, Ritmus, Schwabenfest, Steierisch, Sváb hangulatok, Svábbálon (Komáromi táncok), Szentiváni körtánc, Újévi köszöntő, Ünnepnap, Vidám táncok, Vörösvári rezgős polka, Zenész polka

## Kitüntetései, díjai
1972 – A Szocialista Kultúráért díj

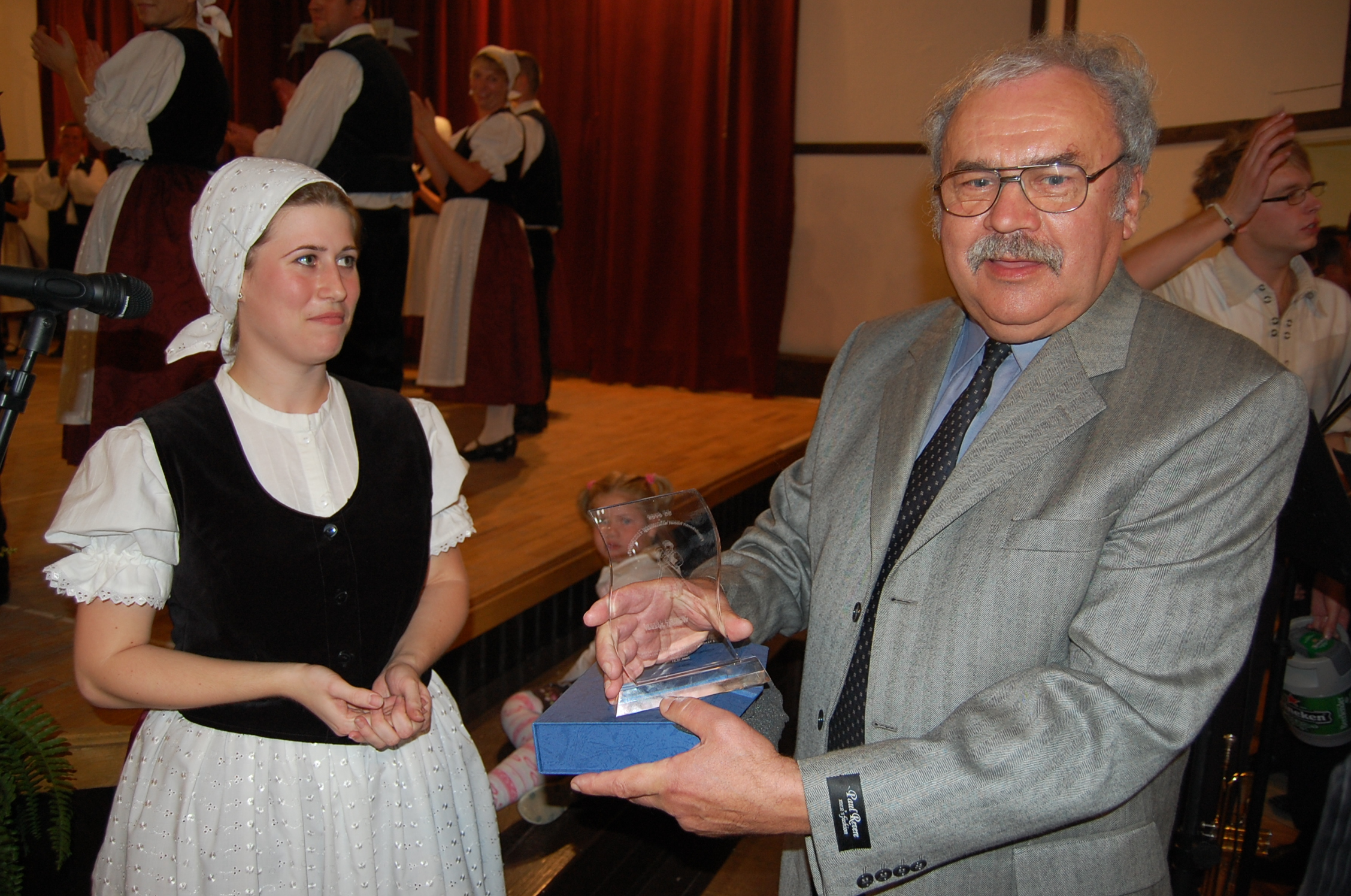
2009-ben, a pilisvörösvári táncegyüttes 55. évfordulóján Breier Anitával

1978-tól kezdődően több koreográfiai első díj a nemzetiségi néptáncfesztiválokon
1980-as évek – Pest Megye Közművelődéséért díj
2001 – Piliscsabáért emlékérem
2003 – Auszeichung für das Ungarndeutschtum in der Region Nord – Az Északi Régió Németségéért Díj (Észak-Magyarországi Német Önkormányzatok Szövetsége)
2004 – Pest Megye Művészetéért Díj (Pest Megye Közgyűlése)
2005 – „A magyarországi német tánckultúráért” (Landesrat der ungarndeutschen Chöre, Kapellen und Tanzgruppen – Magyarországi Német Ének-, Zene- és Tánckarok Országos Tanácsa)
2007 – Ehrennadel in Gold (Landesmannschaft der Donau-schwaben – Duna menti Svábok Világszövetsége)
2008 – Általános Művészeti Díj (Művészetek Háza, Pilisvörösvár)
2011 – Ehrenurkunde (Landesrat der ungarndeutschen Chöre, Kapellen und Tanzgruppen – Magyarországi Német Ének-, Zene- és Tánckarok Országos Tanácsa)
2011 – Freész Károly Díj (Szári Örökség Közhasznú Egyesület)
2014 – Pilisvörösvárért Emlékérem (Pilisvörösvár Város Önkormányzata)
2014 – Ehrenabzeichen in Gold (Landesmannschaft der Donauschwaben – Duna menti Svábok Világszövetsége)
2020 – Pilisvörösvár Város Díszpolgára – posztumusz (Pilisvörösvár Város Önkormányzata)

## Emlékezete

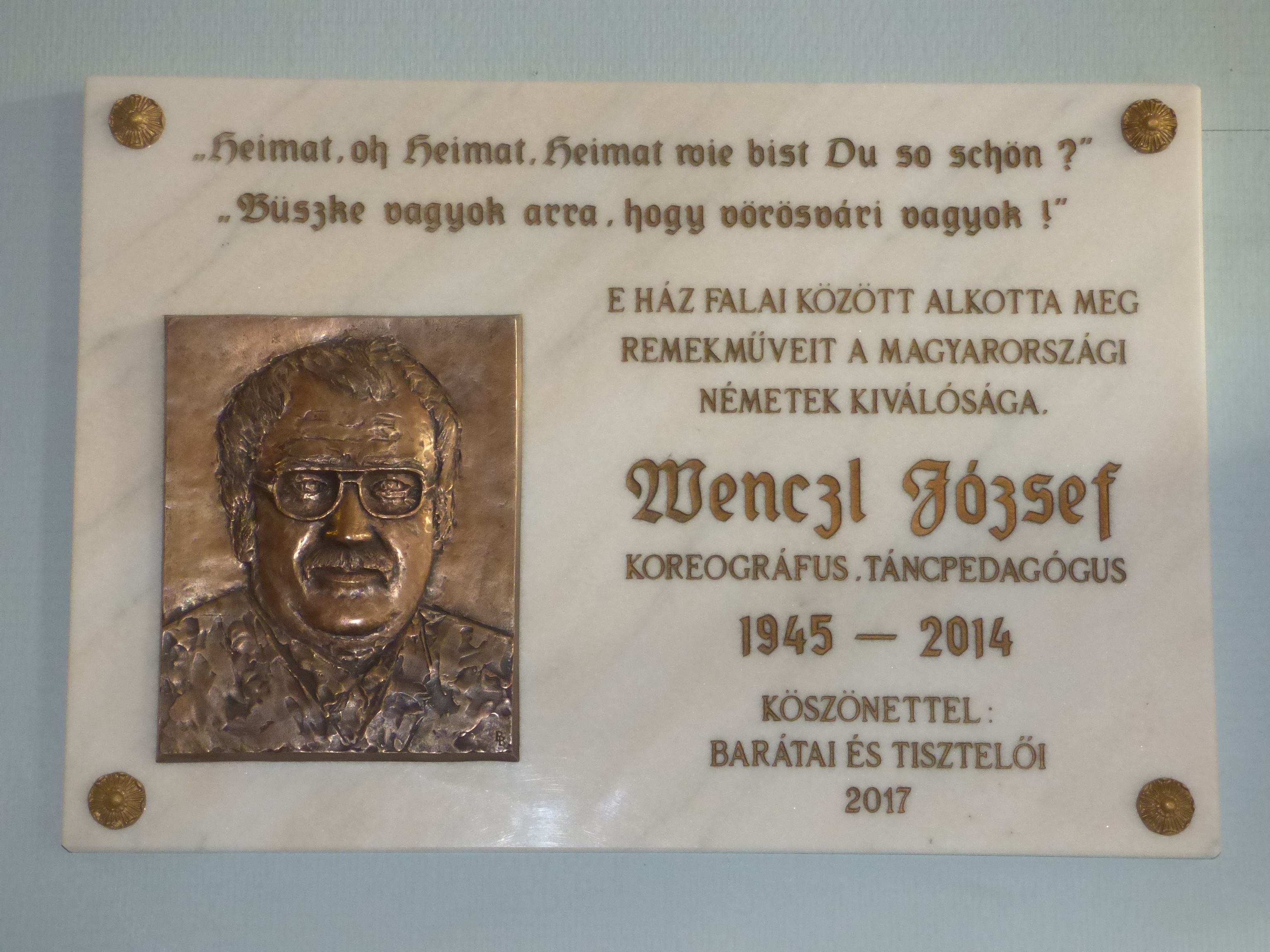
Wenczl József emléktáblája a pilisvörösvári Művészetek Háza bejáratánál

- 2015 októberétől kezdődően minden évben (kivétel: 2020.) Wenczl József-emlékestet rendez a táncegyüttes.
- 2015. október: megjelenik a Wenczl József-emlékkönyv: „Tíz talentum. Zehn Talente. Wenczl József 1945-2014.”
- 2017. október 15-én emléktáblát avattak a tiszteletére a pilisvörösvári Művészetek Háza bejáratánál; a tábla bronzplakettje Bajnok Béla helyi szobrászművész alkotása.
- 2024. október: megjelenik a Wenczl József-emlékkönyv második, javított, bővített kiadása.